# Georg Hackl
Georg Hackl (ur. 9 września 1966 w Berchtesgaden) – niemiecki saneczkarz, trzykrotny mistrz olimpijski, wielokrotny mistrz świata i Europy. Znany jako Hackl-Schorsch. Nazywany także dzięki swojemu białemu kostiumowi „Speeding Weißwurst” (pol. Pędząca Biała Kiełbasa).

## Kariera

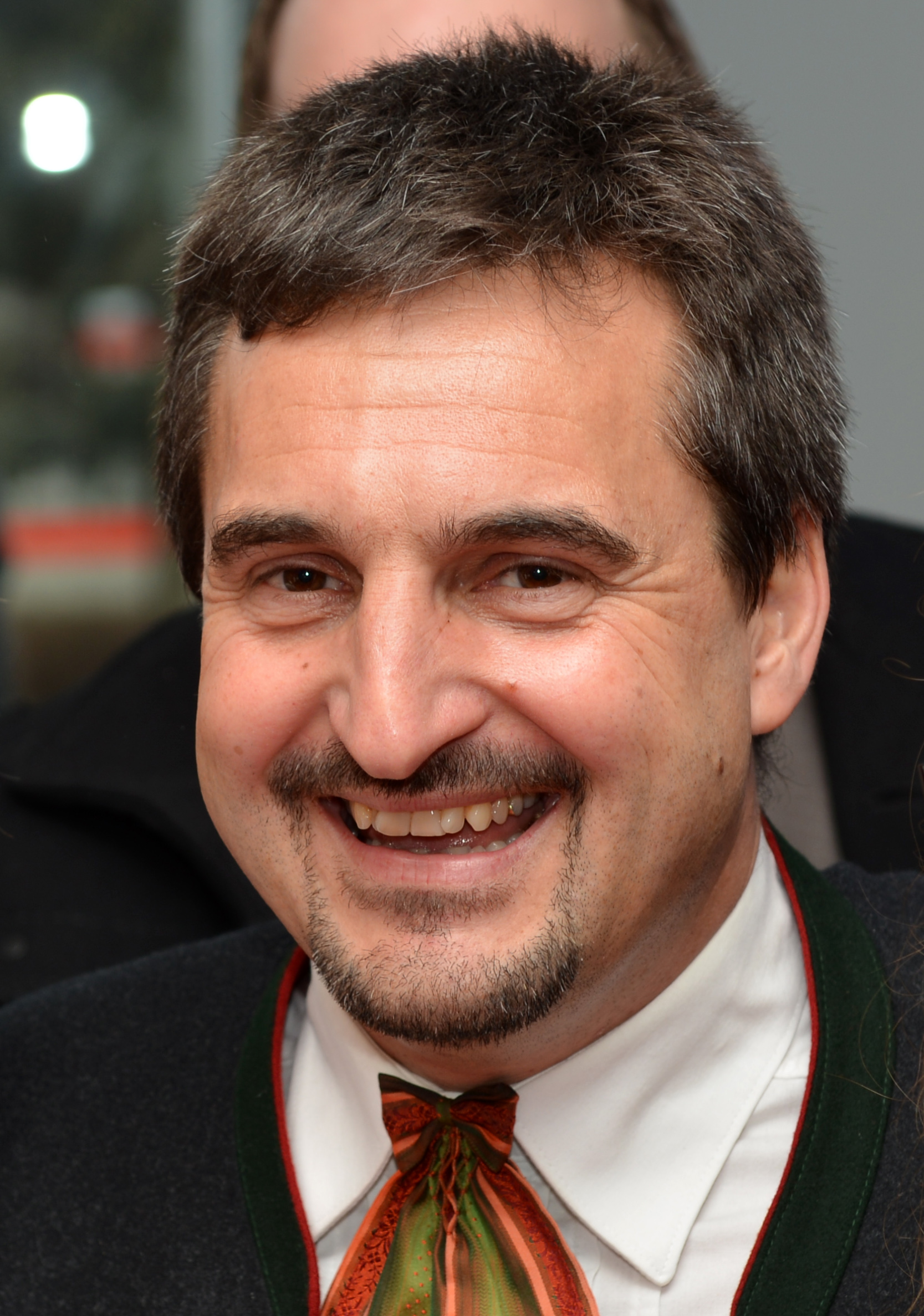
Georg Hackl (2014)

Jego pierwszym medalem na zimowych igrzyskach olimpijskich było srebro podczas Zimowych Igrzysk Olimpijskich 1988 w Calgary. W parze ze Stefanem Ilsankerem był tam też czwarty w dwójkach. Cztery lata później, podczas Zimowych Igrzysk Olimpijskich 1992 w Albertville, zdobył złoto w jedynkach. Osiągnięcie to powtórzył w 1994 (Lillehammer) i 1998 (Nagano), kiedy to miał najlepsze czasy we wszystkich czterech zjazdach, jako pierwszy saneczkarz (pierwsza była Wiera Zozula na Zimowych Igrzyskach Olimpijskich 1980 w Lake Placid). W 2002 roku zajął drugie miejsce na igrzyskach olimpijskich w Salt Lake City, przegrywając tylko z Włochem Arminem Zöggelerem. Był też siódmy na Zimowych Igrzyskach Olimpijskich 2006 w Turynie. Po 2006 roku zajął się trenowaniem.
Hackl zdobył w sumie 22 medale mistrzostw świata w saneczkarstwie, w tym 10 medali złotych (jedynki mężczyzn: 1989, 1990, 1997; drużyny mieszane: 1991, 1993, 1995, 2000, 2001, 2003 i 2005), dziesięć srebrnych (jedynki mężczyzn: 1991, 1993, 1995, 1996, 2001, 2004; dwójki mężczyzn: 1987; drużyny mieszane: 1996, 1997) i dwa brązowe (jedynki mężczyzn: 2000, drużyny mieszane: 1999).
Hackl zdobył także 10 medali mistrzostw Europy, w tym 6 medali złotych (jedynki mężczyzn: 1988, 1990; drużyny mieszane: 1988, 1992, 2000, 2002), trzy srebrne (jedynki mężczyzn: 1994; drużyny mieszane: 1990, 1994) i jeden brązowy (jedynki mężczyzn: 1992).
W klasyfikacji generalnej Pucharu Świata wygrywał dwukrotnie, siedem razy był drugi, a pięciokrotnie trzeci.
W 1998 roku został wybrany sportowcem roku w Niemczech.
W 2012 roku został wprowadzony do Galerii Sław FIL.
Jest także czterokrotnym mistrzem świata w zjeździe na woku.